# Boris Leonidovič Pasternak
Boris Leonidovič Pasternak (Борис Леонидович Пастернак; 29. lednajul./ 10. února 1890greg. Moskva – 30. května 1960 Peredělkino) byl ruský básník a spisovatel, nositel Nobelovy ceny za literaturu z roku 1958.

## Život
Narodil se v umělecké rodině židovského původu. Jeho matka Rosalia Isidorovna Pasternaková (rozená Kaufmanová) byla klavíristka a otec Leonid Osipovič Pasternak akademický umělec na Petěrburské akademii umění. Boris Pasternak měl dvě sestry a bratra. Častými hosty Pasternakových rodičů byli různí ruští i světoví umělci, mezi ty nejznámější patřili spisovatelé Lev Nikolajevič Tolstoj nebo Rainer Maria Rilke, k častým hostům jeho rodičů patřili i hudební skladatelé Sergej Rachmaninov nebo Aleksandr Skrjabin.
Roku 1908 dokončil gymnázium. Inspirován Skrjabinem vstoupil Pasternak na Moskevskou konzervatoř, ale v roce 1910 se náhle svých hudebních ambicí vzdal. Zahájil studium práv na Moskevské univerzitě, poté studoval filozofii u profesora Hermanna Cohena na univerzitě v Marburgu v Německu. Na přelomu let 1913 a 1914 se vrátil do Moskvy. Po návratu založil společně s přáteli nakladatelství Lyrika, v němž také roku 1914 vydal svou první sbírku básní Blíženec v oblacích. Pasternak byl jedním ze zakládajících členů futuristické skupiny Centrifuga. 
Během první světové války pracoval v chemické továrně na Urale. Cesta na Ural ho v mnohém později inspirovala k důležitým pasážím v románu Doktor Živago. Jeho rodiče a sestry bolševickou revoluci, jež vypukla roku 1917, nepřijali a jakmile to bylo možné, emigrovali do Německa. Pasternak se naopak postavil na stranu revoluce. Pracoval nejprve jako knihovník, ale pomalu si získal kredit i jako spisovatel. Od třicátých let ale Pasternakova díla ztratila přízeň úřadů a nebyla tištěna. Mnoho Pasternakových přátel a kolegů bylo popraveno nebo uvězněno během stalinských represí. Že se stahuje síť i kolem Pasternaka, naznačovala mediální kampaň, která ho obviňovala ze „subjektivismu a estetismu“. Pasternak ale nikdy zatčen nebyl. Obvyklou interpretací je, že za tím stála osobní Stalinova přízeň, daná snad tím, že Pasternak přeložil mnoho gruzínských básní do ruštiny (a Stalin byl Gruzínec). Celé legendy se vyprávějí o Stalinově osobním telefonátu s Pasternakem po zatčení Pasternakova přítele Mandelštama. Podle albánského spisovatele Ismaila Kadareho, který o tomto jediném telefonátu napsal knihu, existuje dvanáct verzí toho, co si Stalin s Pasternakem vlastně řekli.
Pasternak ale překládal nejen z gruzínštiny. Překladatelství se pro něj stalo řešením v situaci, kdy sám nemohl publikovat. Přeložil v té době řadu Shakespearových tragédií, Goethova Fausta, dále díla Heinricha von Kleista, Paula Verlaina i Rainera Marii Rilkeho, kterého miloval od mládí - Pasternakův otec v dopise Rilkemu uvedl, že se Boris vždy považoval za Rilkeho žáka.  V roce 1935 bylo Pasternakovi umožněno - po silném tlaku André Malrauxe na sovětské úřady - vycestovat  do Paříže, kde se zúčastnil Antifašistického kongresu. Během druhé světové války změnil styl, zjednodušil básnickou formu a jako mnoho jiných autorů té doby nasadil vlasteneckou tematiku. Díky tomu mohl roku 1943 znovu začít publikovat.
Román Doktor Živago psal mezi lety 1945–1955. Začal po smrti svého otce. Rukopis dokončil pravděpodobně v roce 1954. Přestože mezitím Stalin zemřel a začalo mírné přehodnocování jeho éry, šance na domácí vydání díla, značně kritického k sovětské realitě, byla nulová. Rukopis románu se ale Pasternakovi podařilo propašovat do Itálie, k rukám nakladatele Giangiacomo Feltrinelliho spojeného s Italskou komunistickou stranou. Ta na přání sovětských komunistů vytvářela na Feltrinelliho tlak, aby román nevydával, ten ale neuposlechl, za což byl ze strany vyloučen. Sovětské orgány se pokusily zabránit vydání i tím, že Feltrinellimu poslaly falšovaný telegram podepsaný „Boris Pasternak“, v němž jakoby sám autor vydání v Itálii zakazuje. Nevěděly však, že Pasternak má s Feltrinellim tajnou dohodu, že pokud by mu někdy posílal jakýkoli písemný vzkaz, bude ve francouzštině. Na jiné vzkazy neměl brát zřetel a měl předpokládat, že jde o falza tajné policie. 
Po vyjití románu v zahraničí (velmi rychle vyšly překlady v osmnácti dalších jazycích) byl Pasternak vyloučen ze Svazu spisovatelů, hrozilo mu odebrání sovětského občanství a vyhnání na Sibiř. Na jeho obranu vystoupila světová inteligence. V Rusku mohl román vyjít až v roce 1988 – do té doby bylo dílo různými způsoby kritizováno, někdy dokonce i s osobně motivovaným odporem. 
Roku 1958 obdržel Nobelovu cenu za celoživotní dílo, které se na nátlak sovětských orgánů zřekl poté, co ji telefonicky přijal. Cenu až roku 1989 převzal jeho syn Jevgenij. Spekuluje se o tom, že hysterickou kampaň proti Pasternakovi nakonec utlumil nový sovětský vůdce Nikita Chruščov, jemuž Pasternak napsal osobní dopis, v němž žádá, aby nebyl dotlačen k emigraci. Uvedl v něm: „Odchod z vlasti se pro mě rovná smrti. S Ruskem jsem svázán narozením, životem a prací.“ Krátce na to zemřel na rakovinu plic. Pohřben je u Moskvy, ve spisovatelské kolonii – Peredělkině, kde žil v druhé polovině svého života. Jeho pohřeb se stal demonstrací lásky a úcty ke svobodné tvorbě. Oficiálně rehabilitován byl Pasternak roku 1987, za Gorbačovovy prerestrojky.

## Dílo

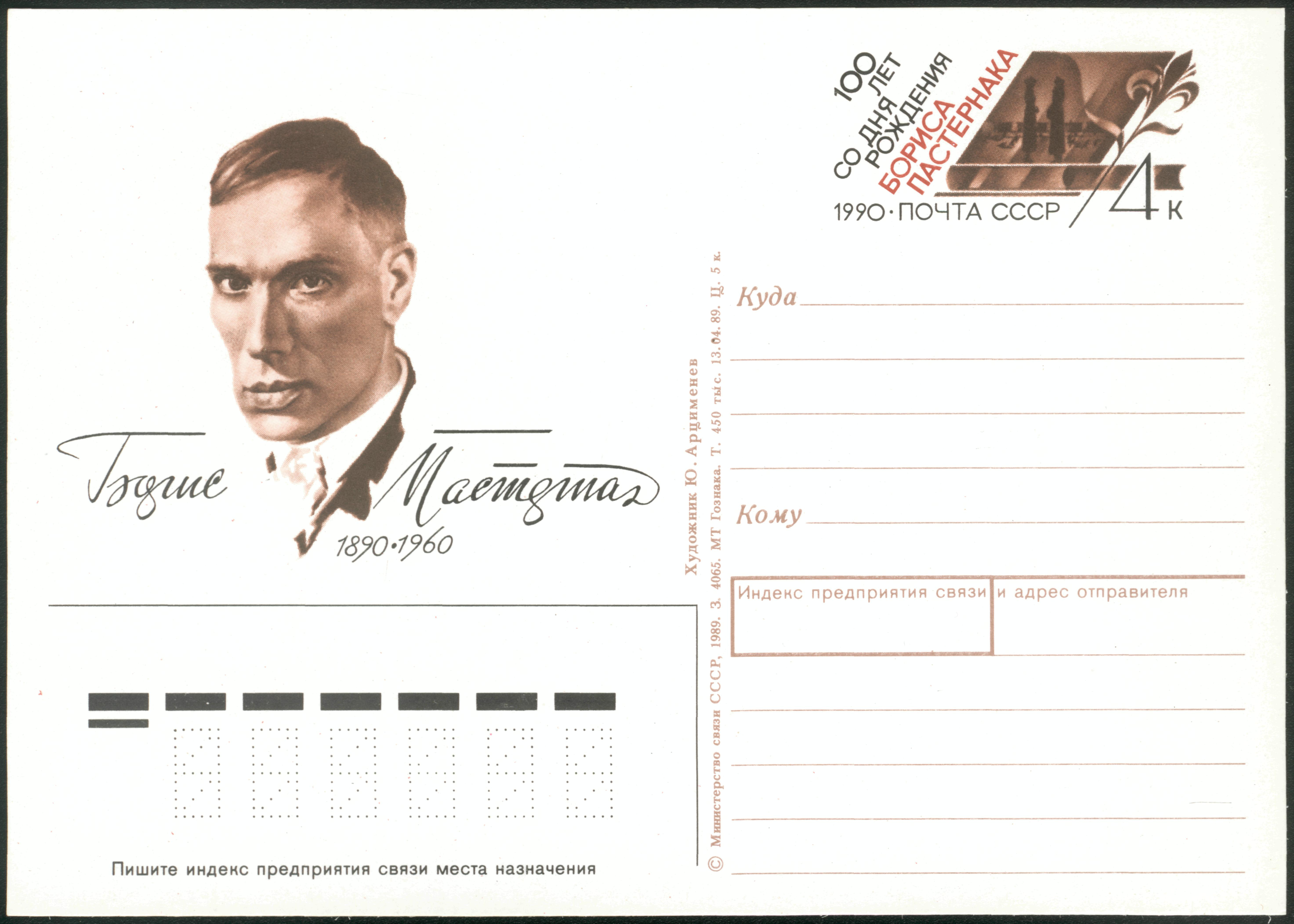
Sovětský korespondenční lístek z roku 1990

### Poezie

#### Lyrika
- Blíženec v oblacích: Verše (1914)
- Nad bariérami – druhá kniha veršů (1914–1916) (1917)
- Sestra má – život. Léto roku 1917 (1922)
- Témata a variace: čtvrtá kniha básní (1923)
- Druhé zrození (1932)
- V ranních vlacích: Nové básně (1943)
- Když se vyčasí (1956–1959) (1961)

#### Epika
- Rok devatenáct set pět (1925–26), poéma
- Vznešená nemoc
- Poručík Šmidt (1926–27), poéma
- Spektorskij

#### České překlady
- Lyrika
- Rok devatenáctsetpět
- Modrý host
- Světlohra
- Hvězdný déšť
- Život můj – bratr
- Druhé zrození
- Básně doktora Živaga (vyšlo v N.Y.)

### Próza
- Můj život
- Malá Luversová (1922)
- Vzdušné tratě (1925)
- Glejt (1931)
- Doktor Živago (1957) – román o osudu ruské inteligence za revoluce v Rusku a po ní, poprvé vydáno r. 1958 v Itálii, zfilmováno